# Koncentracijski logor Bergen-Belsen
Sabirni logor Bergen-Belsen, jedno od najstrašnijih poprišta nacističkih zločina tijekom Drugog svjetskog rata. Upravo u tom logoru preminula je Anna Frank, nakon što se prethodno duže vrijeme uspješno skrivala s obitelji u jednoj kući u nizozemskom gradu Amsterdamu. 
U taj je logor dovedena zajedno sa svojom sestrom, dok je njihova majka ostala u Auschwitzu i ondje je kasnije preminula od neishranjenosti. U logoru Bergen-Belsen izbila je epidemija tifusa od koje je poginulo možda i više desetaka tisuća zatvorenika. U proljeće 1945. godine umrle su u tom logoru Anna i njena sestra Margot. Točan nadnevak njihove smrti nije poznat, no preminule su vjerojatno samo jedan ili dva mjeseca prije spomenutog oslobođenja Bergen-Belsena. Po dolasku savezničkih trupa u Bergen Belsen zatečeno je oko 60.000 zatvorenika, većinom bolesnih i izgladnjelih. Pronađeno je i oko 13.000 neukopanih leševa preminulih zatvorenika.

## Poznati zatočenici
- Josef Čapek
- Kalmi Baruh
- Anne Frank